# Референдум о независимости в Узбекистане (1991)
Всенародный референдум в подтверждение провозглашенной 31 августа 1991 года Верховным Советом Республики Узбекистан декларации независимости Республики Узбекистан «О провозглашении государственной независимости Республики Узбекистан» и закона «Об основах государственной независимости Республики Узбекистан» состоялся 29 декабря 1991 года, уже после официального и фактического распада СССР 26 декабря 1991 года, принятия Алма-Атинской декларации 21 декабря 1991 года и создания Содружества Независимых Государств, а также несмотря уже как на фактическое, так и на юридическое обретение независимости и суверенитета Узбекистаном 31 августа 1991 года. 
На референдуме избирателям на территории Узбекистана был задан один единственный вопрос: «Одобряете ли Вы провозглашенную Верховным Советом Республики Узбекистан государственную независимость Республики Узбекистан?». По официальным данным, в результате 98,3 % голосовавших поддержали независимость республики, против выступили 1,7 % голосовавших. Явка составила 94,1 %.